# Pavlovs hundar

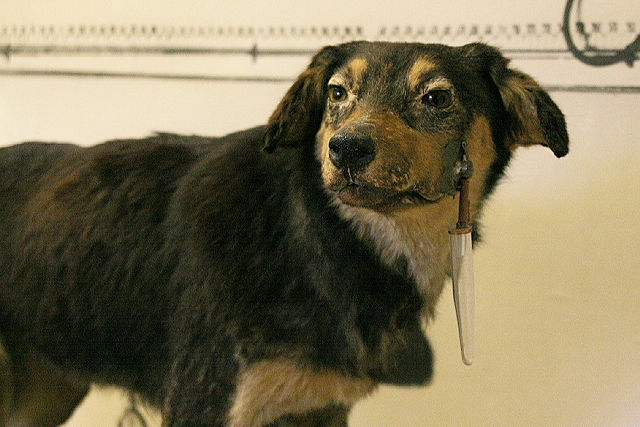
En av Ivan Pavlovs hundar.

Pavlovs hundar är ett begrepp som uppkommit av de psykologiska experiment vetenskapsmannen Ivan Pavlov (1849–1936) utförde på sina hundar. Försöken ledde till banbrytande forskningsresultat med stor inverkan på psykologin. Ivan Pavlov tilldelades Nobelpriset i medicin år 1904 för sin förklaring av hur nerverna styr spottkörteln, hans ursprungliga forskningsområde då han upptäckte och fastställde den klassiska betingningen.
Pavlov var pionjär inom psykologin, kanske främst för den tidiga behaviorismen. Hundexperimenten rörde främst salivbildningen i djurens munnar när de serverades mat. Om Pavlov ringde en klocka innan de fick mat, kom hundarna att utsöndra saliv vid ljudet av klockan oavsett om de därefter fick mat eller ej. Fenomenet att en organism lär sig vilka stimuli som föregår viktiga händelser, oavsett om dessa stimuli är naturligt kopplade till händelsen eller ej kallas klassisk betingning eller Pavloviansk inlärning.

## Experiment på hundar såväl som barn

Bildruta vilken beskriver en grundläggande betingningsprocess.

I experimentet ger en naturligt betingad stimulus (maten) upphov till en obetingad respons (salivutsöndringen). Klockan som ringer strax innan maten utgör en betingad stimulus och följs i början alltid av mat. När detta skett några gånger lär sig organismen (hunden) att den betingade stimulusen alltid följs av maten och således på ett pålitligt sätt förutsäger händelsen. Responsen blir att hunden börjar producera saliv redan vid ljudet av klockan; en betingad respons har uppstått. 
Pavlovs hundar hette bland annat Arleekin, Valiet, Tungus, Barbos, Laska, Ikar, Rogdi,  Pastrel, Toi, Rafael, Milkah, Avgust, Murashka, Beluy, Mampus, Novichok, Mirta, Rijiy, Diana, Zolotistyuy, Rosa, Gryzun, Chyorny, Moladietz, Dikar, Nord, Drujok, Jack, Martik, Premjera, Visgun och Zloday. Namnen återfanns av den amerikanske genforskaren Tim Tully, som ville döpa minnesgener hos Drosophila efter Pavlovs hundar.
Pavlov utförde liknande experiment på barn. Genom att operera fast en liknande apparat som han använde när han utförde experiment på sina hundar kunde han mäta barnens salivutsöndring när de åt. Han testade också olika barns reflexer genom att fästa en platta på deras handleder som spändes åt innan de matades med en kaka genom ett rör. På det sättet kunde han bevisa att människors reflexer kan betingas lika lätt som hundars.

## I populärkulturen
Inom populärkultur i stort, har "att vara pavlovs hund" ofta kommit att innebära att vara betingad till en onaturlig tillvaro, vanligen bortom det egna intresset. Jämför även: Stockholmssyndromet.